# Cu Sith
Der Cu Sith oder Cusith (schottisch-gälisch Cù-Sìth; Aussprache [kuː ʃiː]) ist eine Sagengestalt aus der keltischen Mythologie. Er ist ein gewaltiger Hund, der auf den schottischen Highlands lebt.

## Merkmale und Besonderes
Ungefähr von der Größe eines großen Kalbes bis etwa kuhgroß (oder gar von der Statur eines Ochsen) wird der Cu Sith gewöhnlich mit dunkelgrünem, struppigem Fell und einem langen, geringelten Schwanz beschrieben. Das Wesen jagt lautlos und schleicht sich von hinten an Opfer heran um ihre Seelen zu entführen. Jedoch kann es von Zeit zu Zeit ein dreifaches, schreckliches Bellen oder Jaulen von sich geben, das auf weite Strecken, sogar bis aufs Meer hinaus, zu hören ist. Dann muss man bis zum dritten Heulen einen sicheren Ort gefunden haben, sonst stirbt man vor Angst durch das Heulen. Man erzählt auch, dass dies eine Warnung an die Bauern sein solle, um ihre Frauen ins Haus zu sperren, damit das Tier sie nicht holen komme und fortzerre, um sie zu einem Feenhügel zu bringen, wo sie Milch für die Feenkinder geben müssen. Manche Quellen behaupten, dass der Hund, wenn er gerade nicht auf der Jagd war, den Hügel bewachen müsse, damit ihm kein Fremder zu nahe komme. Die Geschichte des Heulens könnte auf die Zeit zurückzuführen sein als es in Britannien noch Wölfe gab.
Cu Sith bedeutet übersetzt „Feenhund“ (Fee = Sidhe). Anders als die anderen magischen Hunde im Keltischen, welche normal entweder gänzlich schwarz oder weiß mit roten Ohren sind, ist dieses Wesen in Hinsicht auf die Farbgebung aus der Reihe fallend. Möglicherweise ist sie auf die grüne Farbe der keltischen Feen zurückzuführen.
Neben dem Cu Sith existieren auch noch andere Fabelwesen, die mit den Feen verbunden sein sollen. Die Cait Sith etwa war eine „Feenkatze“ und die Cro Sith eine „Feenkuh“.

## Erwähnungen in der Moderne
- Wolfgang Hohlbein beschrieb in seinem Werk Drachenfeuer die Cu Sith als magische Wachhunde, die ungebetene Gäste als willkommene Abwechslung im Speiseplan ansehen. Der Protagonist der Erzählung, „Chris“, begegnet einem dieser „Fabelwesen“ zu Beginn des Buchs.
- Ivory MacIntyre beschreibt die Cu Sith in ihrem Buch Kelch der Toten als Gestaltwandler, genannt Sidhe, die aus der Gesellschaft verbannt wurden. Auch Black Shuck, Barghest und Gwyllgi sind in dem Buch nur andere Bezeichnungen für die Cu Sith.